# Rio Ciorman
O Rio Ciorman é um rio da Romênia, afluente do Dornetul, localizado no distrito de Hunedoara.